# Таблице из Пиргија
Таблице из Пиргија је артефакт из 5. века п. н. е. који се састоји од три златне плочице (таблице) са натписима на етрурском и феничанском језику. Откривене су 1961. године приликом ископавања етрурске луке Пирги на Тиренском мору у Италији (модеран град Санта Севера).
Таблице садрже текст, који се односи посвећење управника града Церет Тефарија Велиана богињи Уни, која се препознаје по натпису као богиња Астарта. Две таблице садрже натпис на етрурском језику (прва садржи 16 линија и 37 речи, други - 9 линија и 15 речи), а трећи - на феничанском језику.
Таблице се чувају у Националном музеју етрурске уметности у Риму.